# 普蒂利内
48°49′41″N 38°52′2″E / 48.82806°N 38.86722°E
普蒂利内（烏克蘭語：Путилине）是位於烏克蘭東部的村莊，由盧甘斯克州夏斯季耶区的新艾達爾市鎮負責管轄。該村始建於1957年，面積0.58平方公里，2001年人口57，人口密度每平方公里98.3人。